# (500060) 2011 UQ246
(500060) 2011 UQ246 es un asteroide perteneciente al cinturón de asteroides, descubierto el 26 de octubre de 2011 por el equipo del Pan-STARRS desde el Observatorio de Haleakala, Hawái, Estados Unidos.

## Designación y nombre
Designado provisionalmente como 2011 UQ246.

## Características orbitales
2011 UQ246 está situado a una distancia media del Sol de 2,253 ua, pudiendo alejarse hasta 2,421 ua y acercarse hasta 2,084 ua. Su excentricidad es 0,074 y la inclinación orbital 4,809 grados. Emplea 1235,34 días en completar una órbita alrededor del Sol.

## Características físicas
La magnitud absoluta de 2011 UQ246 es 17,9.